# Victimizer
Victimizer ist eine niederländische Death-Metal-Band aus Nijmegen, die im Jahr 1996 gegründet wurde.

## Geschichte
Die Band wurde im Jahr 1996 gegründet. Zusammen entwickelten sie einige Lieder und spielten ihren Anfangsjahre diverse Konzerte als Eröffnungsband für Gruppen wie Disharmonic Orchestra, Last Days of Humanity, No Return, Inhume, Asphyx und Death Squad. Im Jahr 2000 gewann die Band das Finale von De Roos van Nijmegen, wonach die Band weiter Auftritte hielt, wie auf dem Huntenpop Festival. Danach änderte sich die Besetzung der Band mehrfach, wodurch sich die Veröffentlichung des Debütalbums mehrfach verzögerte. Divided As One erschien im Jahr 2003 in Eigenveröffentlichung. Nach der Veröffentlichung ereigneten sich weitere Besetzungswechsel, bis im März 2005 Sänger Niels Feekes zur Besetzung kam. Nachdem die EP The Spiral Down im Jahr 2007 erschienen war, folgten im Oktober und November Auftritte mit Dead Squad und Apocrypha. Während der Tour erlitt Sänger, Gitarrist und Bandgründer Sacha Soute ein schweres Schädel-Hirn-Trauma, sodass er nicht länger in der Band sein konnte und wurde durch Andrew van der Schaft ersetzt. Im Jahr 2008 schlossen sich weitere Auftritte mit Excrementory Grindfuckers, Houwitser, Entombed, Detonation und The Lucifer Principle an. Der letzte Auftritt des Jahres fand mit Hail of Bullets statt. Am 1. Dezember 2009 unterschrieb die Band einen Vertrag bei Deity Down Records. Das nächste Album Tales of Loss and New Found Serenety wurde im Split Second Studio in Amsterdam aufgenommen. Abgemischt und gemastert wurde es von Dan Swanö im schwedischen Unisound Studio.

## Stil
Die Band spielt klassischen Death Metal und wird mit Bands wie Pestilence und Suffocation verglichen.

## Diskografie
- De Vicderin (Demo, 2002, Eigenveröffentlichung)
- Devided As One (Album, 2003, Eigenveröffentlichung)
- The Spiral Down (EP, 2007, Eigenveröffentlichung)
- Tales of Loss and New Found Serenity (Album, 2010, Deity Down Records)